# 罗兰多·里戈利
罗兰多·里戈利（義大利語：Rolando Rigoli，1940年10月3日—），意大利男子击剑运动员。他曾获得1972年夏季奥运会男子佩剑团体金牌和1968年夏季奥运会男子佩剑团体银牌。